# チェンバリスト
チェンバリストはチェンバロを演奏する音楽家のこと。ドイツ語、イタリア語での表現（de:Cembalist、it:cembalista）であり、フランス語では「クラヴィシニスト（fr:claveciniste）」という。

## 著名なチェンバリスト
- グスタフ・レオンハルト
- トン・コープマン
- スコット・ロス
- ワンダ・ランドフスカ